# Emmet Sweeney
Emmet John Sweeney (* 18. Oktober 1955) ist ein britischer Historiker, Ägyptologe und Chronologiekritiker. 
Er studierte Ägyptologie an der University of Ulster und arbeitet seit 2007 an der Universität des Westens im rumänischen Timișoara.
In seinen 20-jährigen Forschungen beschäftigte er sich unter anderem mit der Chronologie des Alten Ägypten. In seinen Werken tritt er für eine radikale Kürzung der Ägyptischen Chronologie ein und gründet seine Forschung auf Parallelen von biblischen Berichten des Alten Testaments und ägyptischen Quellen. Seine Theorien basieren auf den Katastrophismus-Theorien von Immanuel Velikovsky.

## Veröffentlichungen
Ages in Alignement
- Band 1: The Genesis of Israel and Egypt. 1st edition, Janus Publishing, März 1997, 2nd ed.: Algora Publishing,  New York 2008, ISBN 1-85756-350-6.

Sweeneys reduzierte Chronologie von ca. 1100 bis 800 v. Chr.: Die Familie von Abraham kommt aus Mesopotamien ins Niltal. Die ersten Mastaba-Gräber unter Djoser werden errichtet. Der biblische Josef wird mit Imhotep identifiziert.
- Band 2: The Pyramid Age. 1st ed.: 1999, 2nd ed.: Algora Publishing, New York 2007, ISBN 0-87586-566-6.

In der reduzierten Chronologie um 800 v. Chr.: Die Pyramiden werden mit Eisenwerkzeugen errichtet.
- Band 3: Empire of Thebes Or Ages In Chaos Revisited. Algora Publishing, New York 2006, ISBN 0-87586-479-1.

In der reduzierten Chronologie von ca. 800 bis 525 v. Chr.: Die 18. und 19. Dynastie.
- Band 4: The Ramessides, Medes and Persians. 1st ed. Algora Publishing,  New York 2000, 2nd. ed., New York 2007.

In der reduzierten Chronologie von ca. 525 bis 332 v. Chr.: Hier nimmt Sweeney folgende Gleichsetzungen vor: Sethos II. mit Inaros, Ramses III. mit Nektanebos II., Sargon II. mit Dareios I., Sennacherib mit Xerxes I., Asarhaddon mit Artaxerxes I. und Nebukadnezar II. mit Artaxerxes III.
Gods, Heroes and Tyrants. Algora Publishing, New York 2009.
Parallel zur Serie Ages in Alignement handelt Sweeney hier die Dark Ages in Griechenland ab.